# Olympische Sommerspiele 2004/Teilnehmer (Bahamas)
| Gelbes Symbol für Goldmedaillen mit stilisierten Olympischen Ringen | Graues Symbol für Silbermedaillen mit stilisierten Olympischen Ringen | Braundes Symbol für Bronzemedaillen mit stilisierten Olympischen Ringen |
| ------------------------------------------------------------------- | --------------------------------------------------------------------- | ----------------------------------------------------------------------- |
| 1                                                                   | —                                                                     | 1                                                                       |

Die Bahamas nahmen an den Olympischen Sommerspielen 2004 in Athen, Griechenland, mit einer Delegation von 22 Sportlern (13 Männer und neun Frauen) teil.

## Medaillengewinner
Mit je einer gewonnenen Gold- und Bronzemedaille belegte das Team Platz 52 im Medaillenspiegel.

### Gold
| Name                     | Sportart       | Wettkampf         |
| ------------------------ | -------------- | ----------------- |
| Tonique Williams-Darling | Leichtathletik | Frauen, 400 Meter |

### Bronze
| Name            | Sportart       | Wettkampf         |
| --------------- | -------------- | ----------------- |
| Debbie Ferguson | Leichtathletik | Frauen, 200 Meter |

## Teilnehmer nach Sportarten

### Leichtathletik
- Dominic Demeritte
200 Meter: Viertelfinale

- Chris Brown
400 Meter: Halbfinale
4 × 400 Meter: 6. Platz

- Nathaniel McKinney
4 × 400 Meter: 6. Platz

- Aaron Cleare
4 × 400 Meter: 6. Platz

- Andrae Williams
4 × 400 Meter: 6. Platz

- Dennis Darling
4 × 400 Meter: 6. Platz

- Osbourne Moxey
Weitsprung: 21. Platz in der Qualifikation

- Leevan Sands
Dreisprung: 27. Platz in der Qualifikation

- Debbie Ferguson-McKenzie
Frauen, 100 Meter: 7. Platz
Frauen, 200 Meter: Bronze 
Frauen, 4 × 100 Meter: 4. Platz

- Chandra Sturrup
Frauen, 100 Meter Viertelfinale
Frauen, 4 × 100 Meter: 4. Platz

- Tonique Williams-Darling
Frauen, 400 Meter: Gold

- Christine Amertil
Frauen, 400 Meter: 7. Platz

- Tamicka Clarke
Frauen, 4 × 100 Meter: 4. Platz

- Shandria Brown
Frauen, 4 × 100 Meter: 4. Platz

- Jackie Edwards
Frauen, Weitsprung: 13. Platz in der Qualifikation

- Laverne Eve
Frauen, Speerwerfen: 6. Platz

### Schwimmen
- Chris Vythoulkas
200 Meter Rücken: 38. Platz

- Nick Rees
100 Meter Schmetterling: 50. Platz

- Jeremy Knowles
200 Meter Schmetterling: 20. Platz
200 Meter Lagen: 30. Platz
400 Meter Lagen: 22. Platz

- Nikia Deveaux
Frauen, 50 Meter Freistil: 45. Platz

### Tennis
- Mark Knowles
Doppel: 17. Platz

- Mark Merklein
Doppel: 17. Platz